# Крехаївська сільська рада
Креха́ївська сільська́ ра́да — адміністративно-територіальна одиниця та орган місцевого самоврядування в Козелецькому районі Чернігівської області. Адміністративний центр — село Крехаїв.

## Загальні відомості
- Населення ради: 733 особи (станом на 2001 рік)

## Населені пункти
Сільській раді були підпорядковані населені пункти:
- с. Крехаїв

## Склад ради
Рада складалася з 12 депутатів та голови.
- Голова ради: Ус Дмитро Миколайович
- Секретар ради: Романченко Лілія Михайлівна

### Керівний склад попередніх скликань
| Прізвище, ім'я, по батькові | Основні відомості                                                                       | Дата обрання | Дата звільнення |
| --------------------------- | --------------------------------------------------------------------------------------- | ------------ | --------------- |
| Ус Дмитро Миколайович       | Сільський голова, 1976 року народження, освіта середня спеціальна, безпартійний         | 26.03.2006   | 31.10.2010      |
| Ус Дмитро Миколайович       | Сільський голова, 1976 року народження, освіта середня спеціальна, член Партії регіонів | 31.10.2010   |                 |

Примітка: таблиця складена за даними сайту Верховної Ради України

### Депутати
За результатами місцевих виборів 2010 року депутатами ради стали:

#### За суб'єктами висування
| Суб'єкт висування                                       | Кількість обраних депутатів | %    |
| ------------------------------------------------------- | --------------------------- | ---- |
| Партія регіонів                                         | 5                           | 41,7 |
| Самовисування                                           | 4                           | 33,3 |
| Політична партія Всеукраїнське об'єднання «Батьківщина» | 3                           | 25   |

#### За округами
| № округу                                                | Прізвище, ім'я, по батькові   | Дата визнання обраним | Освіта             | Партійна приналежність                        | Відомості про обраного депутата            |
| ------------------------------------------------------- | ----------------------------- | --------------------- | ------------------ | --------------------------------------------- | ------------------------------------------ |
| Партія регіонів                                         |                               |                       |                    |                                               |                                            |
| 4                                                       | Хижняк Тетяна Петрівна        | 01.11.2010            | середня спеціальна | позапартійна                                  | Крехаївська загальноосвітня школа, двірник |
| 6                                                       | Грей Людмила Володимирівна    | 01.11.2010            | середня спеціальна | позапартійна                                  | ТОВ «Любич», економіст                     |
| 8                                                       | Потапенко Катерина Петрівна   | 01.11.2010            | середня            | позапартійна                                  | пенсіонер                                  |
| 10                                                      | Музиченько Петро Васильович   | 01.11.2010            | середня            | позапартійний                                 | тимчасово не працює                        |
| 12                                                      | Романченко Лілія Михайлівна   | 01.11.2010            | середня спеціальна | позапартійна                                  | Крехаївська сільська рада, спеціаліст      |
| Політична партія Всеукраїнське об'єднання «Батьківщина» |                               |                       |                    |                                               |                                            |
| 2                                                       | Швачко Ольга Миколаївна       | 01.11.2010            | середня            | позапартійна                                  | пенсіонер                                  |
| 3                                                       | Говоркова Любов Олексіївна    | 01.11.2010            | середня спеціальна | член Всеукраїнського об'єднання «Батьківщина» | ВПЗ «Крехаїв», завідувачка                 |
| 5                                                       | Павлик Надія Іванівна         | 01.11.2010            | середня            | позапартійна                                  | Козелець РЕМ, контролер                    |
| Самовисування                                           |                               |                       |                    |                                               |                                            |
| 1                                                       | Хижняк Наталія Олексіївна     | 01.11.2010            | середня спеціальна | позапартійна                                  | «Київ-пасажирський», провідник             |
| 7                                                       | Тавлуй Катерина Степанівна    | 01.11.2010            | середня            | позапартійна                                  | ТАХК «Артем», контролер                    |
| 9                                                       | Шурига Володимир Степанович   | 01.11.2010            | вища               | позапартійний                                 | ТОВ «Любич», директор                      |
| 11                                                      | Москаленко Олексій Григорович | 01.11.2010            | середня            | позапартійний                                 | приватний підприємець                      |